# Cydistomyia solomensis
Cydistomyia solomensis är en tvåvingeart som först beskrevs av Ricardo 1915.  Cydistomyia solomensis ingår i släktet Cydistomyia och familjen bromsar. Inga underarter finns listade i Catalogue of Life.